# Polygala macroptera
Polygala macroptera är en jungfrulinsväxtart som beskrevs av Dc.. Polygala macroptera ingår i släktet jungfrulinssläktet, och familjen jungfrulinsväxter. Inga underarter finns listade i Catalogue of Life.